# 28 cm K5 (E)
Il 28 cm K5 (E) è stato un cannone ferroviario tedesco della seconda guerra mondiale
Di questa tipologia di cannoni su rotaie sono stati costruiti almeno due modelli, il Robert (anche chiamato "Anzio Express"), e il suo gemello Leopold (anche chiamato dopo la sua cattura avvenuta nel giugno 1944, "Anzio Annie"). Alla fine della guerra, entrambi questi modelli furono catturati dagli americani in aperta campagna, smontati e trasportati in America per essere studiati.

## Storia

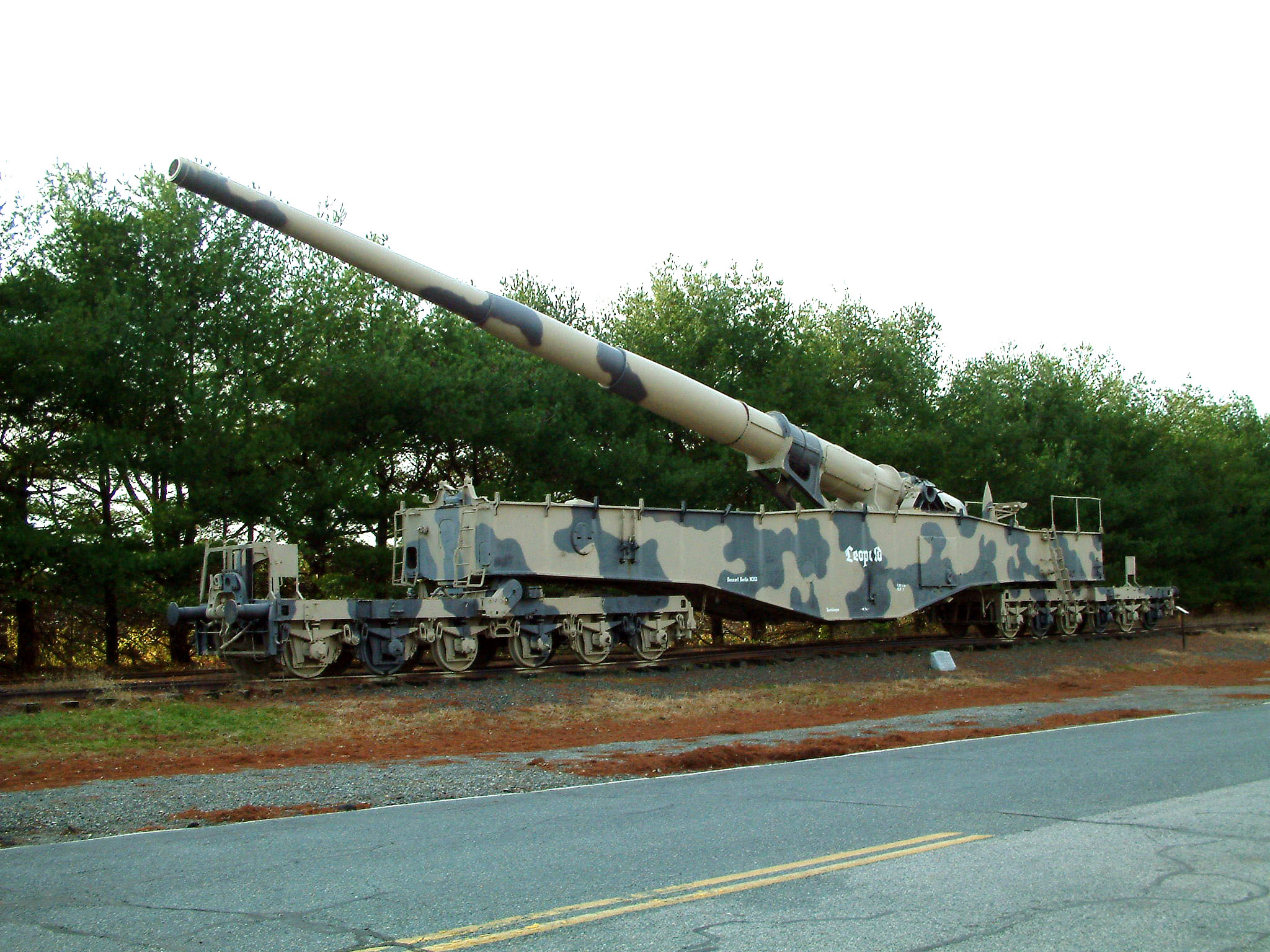
L'"Anzio Annie" ora esposto all'Aberdeen Proving Grounds Museum

Il primo cannone di tipo K5 entrò in servizio nel 1936, e la sua produzione continuò fino al termine della guerra (1945). In questi nove anni non si ha un numero preciso di quanti pezzi furono ultimati, ma un'ipotesi realistica parla di 25/28 esemplari. Altro dato in possesso, è che al 1940, in servizio erano solo 8 esemplari. Ad oggi solo due esemplari si sono conservati.
Esiste anche una versione modificata del K5, il K5 Glatt, ovvero con canna liscia, che  permetteva loro utilizzare proietti a lunga gittata a freccia di Peenemünde.
Di questa versione furono ultimati solo due esemplari, che furono utilizzati nei pressi di Bonn nel 1945, e per colpire Maastricht, per ritardare l'avanzata degli Alleati nel Reich.
A differenza del cannone Schwerer Gustav, il K5 era mono-binario che gli permetteva una migliore mobilità nelle reti ferroviarie.
Probabilmente il miglior cannone ferroviario mai costruito, armato con i proiettili autopropulsi riusciva a battere il record di gittata stabilito da un altro cannone ferroviario, il Parisgeschütz con 151 km.
Il Krupp 28 cm K5 E era un cannone con elevazione da 0° a + 50° e brandeggio su affusto di 2°. Considerato il fiore all'occhiello dell'artiglieria pesante ferroviaria germanica per l'efficacia e la versatilità era costruito dalla Friedrich Krupp AG secondo un innovativo progetto che metteva a frutto le precedenti esperienze tedesche acquisite nel campo dell'artiglieria pesante di grosso calibro montata su rotaie, si pensi al Dora o allo Schwerer Gustav, di poco successivo sempre della ditta tedesca Friedrich Krupp AG.

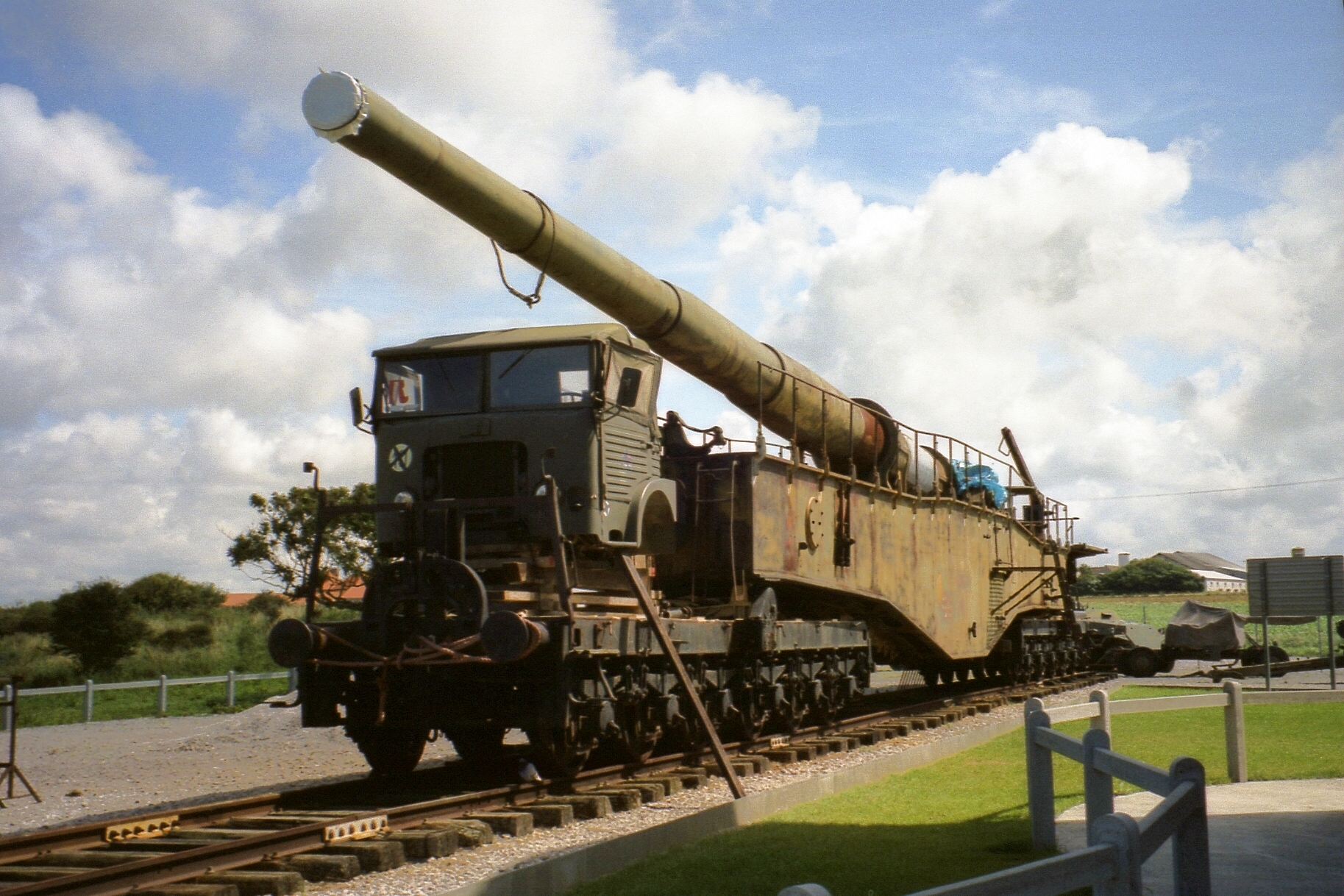
Il cannone K5, "Anzio Express"

Il Krupp 28 cm K5 E era quindi (come tutte le artiglierie ferroviarie) permanentemente montato su pianali ferroviari, con la capacità di aprire il fuoco direttamente dalla sede ferroviaria e di spostarsi rapidamente lungo le strade ferrate insieme ad un convoglio di supporto (generalmente costituito da: locomotiva a vapore o diesel, carro generatore elettrico, carro di controllo elettrico, carro munizioni, carro cannone, pianale trasporto piattaforma; nel convoglio era prevista anche una carrozza per l'alloggio del personale addetto al pezzo). La caratteristica di viaggiare su binario unico (al contrario dello Schwerer Gustav che per i propri spostamenti aveva bisogno di linee ferroviarie a doppio binario) gli conferiva semplicità e rapidità di trasferimento, mentre il supporto di una piattaforma girevole consentiva al pezzo ampie possibilità di azione su un orizzonte a 360°. Questa piattaforma girevole veniva trasportata, insieme all'equipaggiamento del pezzo su un pianale ferroviario a due carrelli da 4 assi ciascuno, lungo circa 29 m.
Le dimensioni del Krupp 28 cm K5 E sono ragguardevoli, la canna con anima a 12 righe destrorse è lunga m 21,539 con una camera di scoppio di m 3,20; la lunghezza di tutto il cannone compreso l'affusto è di m 41,2 con un peso in azione di 218 tonnellate. Il tiro utile era compreso tra i 62,180 km, con proiettili convenzionali da 255,5 kg con velocità iniziale di 1128 m/s, e i 151 km, con proiettili autopropulsi (a razzo) da 248 kg con velocità iniziale di 1130 m/s, per una cadenza di fuoco di 8 colpi/ora.
Per la prima volta il Krupp 28 cm K5 E venne impiegato contro le coste inglesi e la città di Dover posizionandolo sulla costiera francese in prossimità di Calais dove vennero costruiti appositi bunker per proteggere il cannone e i vagoni di servizio e di appoggio logistico. Ancora il Krupp 28 cm K5 E venne impiegato nell'assedio di Leningrado, ora San Pietroburgo, e durante la battaglia di Stalingrado
Due esemplari gemelli di questo cannone ferroviario, chiamati dai tedeschi "Leopold" e "Robert", al momento dello sbarco ad Anzio e Nettuno si trovavano già in Italia in quanto vi erano stati inviati precedentemente per essere spediti in Tunisia, ma la Campagna del Nordafrica finì prima che questi potessero raggiungere la zona di operazione e quindi vennero lasciati nei pressi di Milano. L'apertura del nuovo fronte di Anzio-Nettuno trovò i tedeschi impreparati in quella zona pertanto il Generalfeldmarschal Albert Kesselring pensò di utilizzare questi due pezzi d'artiglieria per contrastare l'avanzata anglo-americana nella costa laziale.

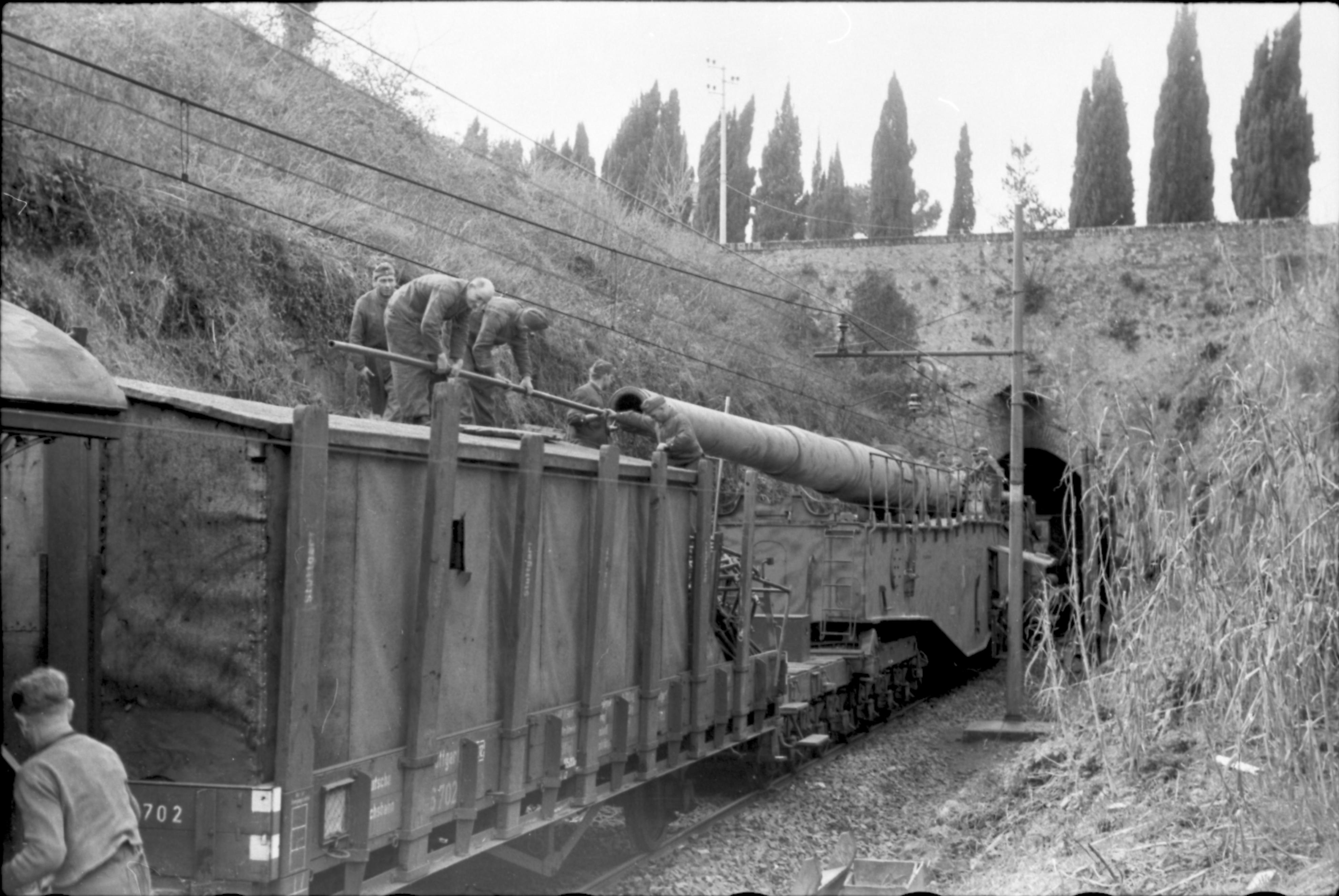
Uno dei cannoni ferroviari 28 cm K5 (E) che operarono ad Anzio

I due giganteschi cannoni, arrivati da Milano via Roma, vennero attestati nei pressi di Ciampino, intorno al 5 febbraio 1944. La zona di fuoco fu individuata nella stazione di Ciampino stessa ove era disponibile lo spazio sufficiente per allestire la piattaforma girevole sulla quale il pezzo d'artiglieria poteva ruotare per il necessario puntamento, mentre per il ricovero venne scelta la galleria di Colle Oliva, sulla linea Ciampino - Frascati, in prossimità di Villa Senni. Il convoglio militare poteva trovare sicuro riparo dalle ricognizioni e dalle incursioni aeree anglo-americane in tale galleria, poco distante da Ciampino, dalla quale usciva per prendere la propria posizione di fuoco e lanciare sulle truppe alleate in tutta l'area del fronte, a circa 40 km di distanza, i propri micidiali proiettili. Il fuoco di artiglieria era molto temuto; si pensi che nel mese di maggio 1944 l'83% dei casi di offesa ai soldati della 3ª Divisione statunitense era dovuto a schegge di proiettili d'artiglieria. Le truppe alleate, sebbene terrorizzate dal sinistro sibilo dei proiettili, indicarono con "Anzio Annie" e con "Anzio Express" quei due cannoni che i tedeschi rispettivamente chiamavano "Leopold" e "Robert", ma presso alcuni reparti statunitensi impiegati nella battaglia queste artiglierie venivano soprannominate anche "Whistling Willie".
I due cannoni svolsero il compito loro assegnato senza eccessivi disturbi, si ritiene che abbiano sparato un totale di 5.523 colpi contro depositi di munizioni e di carburante sulle navi e sulle truppe anglo-americane fino a quando, verso la fine del maggio 1944, mutata la situazione del fronte, vennero fatti ripiegare verso Nord. La via del ritorno fu assai complicata, la rete ferroviaria era notevolmente danneggiata dai bombardamenti aerei e i cieli ostili per la presenza dell'aviazione alleata. Il "Robert", "Anzio Express", subì un mitragliamento aereo in aperta campagna nei pressi di Civitavecchia e dopo essere stato reso inefficiente con l'esplosivo venne abbandonato dai militari tedeschi alle truppe anglo-americane. Il "Leopold", "Anzio Annie", immobilizzato nella stazione ferroviaria di Civitavecchia ma non eccessivamente danneggiato, venne catturato il 7 giugno 1944 dagli americani del 168º Reggimento Fanteria della 34ª Divisione.
I due cannoni vennero smontati e trasportati a Napoli per essere spediti negli Stati Uniti. Qui vennero studiati e, utilizzando pezzi provenienti dall'altro cannone, fu rimesso in efficienza il Leopold "Anzio Annie" che sparò alcuni colpi di prova nei primi anni ‘50.
Al mondo ne sono rimasti solo due esemplari:
- il Leopold è sito nel Nord-Passo di Calais, nei pressi di Calais, al Museo del Vallo Atlantico: "Musée du mur de l'Atlantique", Audinghen, Cap Griz Nez, France.
- il Robert (famoso per Anzio), è sito ad Aberdeen (Maryland), in un centro di addestramento dell'esercito americano.

## Anzio Express
Con il nomignolo "Anzio Express" i soldati anglo americani chiamavano uno dei due cannoni tedeschi K5 che sparava dai Castelli Romani a circa 40 km di distanza, tra l'inizio di febbraio e la fine di maggio 1944 sulla testa di ponte costituita dopo lo sbarco di Anzio del 22 gennaio 1944.

## Anzio Annie
Questi due cannoni per tutto il tempo delle operazioni belliche che interessarono la zona della testa di ponte di Anzio e Nettuno furono avvolti in alone di mistero e godettero della più assoluta invulnerabilità dato che la ricognizione aerea alleata non riuscì mai ad individuarli né rimasero mai colpiti durante i numerosi bombardamenti che devastarono la zona.
Anzio Annie, che costituì il riferimento per la progettazione e costruzione del cannone atomico americano M65 Atomic Cannon (soprannominato appunto Atomic Annie), è esposto perfettamente restaurato all'Aberdeen Proving Grounds Museum (U.S. Army Ordnance Museum), ad Aberdeen nel Maryland.

### Testimonianze su "Anzio Annie"
"Tra il febbraio e il giugno 1944, mi trovavo con la mia famiglia, per sfuggire ai bombardamenti aerei, nella vigna in località Campo Vecchio a Marino da dove si aveva una buona vista su Ciampino e su Roma. Da quel luogo, di notte, vedevo chiaramente la scia di fuoco del proiettile del grande cannone tedesco sparato dalla zona di Ciampino verso Anzio, poi i bengala illuminavano la zona. Lo spettacolo era veramente impressionante." (Testimonianza del Sig. Luigi Frezza, classe 1926, raccolta dal figlio Carlo, gennaio 2008).
Alfonso Felici, classe 1923, italiano arruolato nell'Office of Strategic Services (OSS) dell'esercito statunitense e impegnato sul fronte di Anzio, ricorda nel suo memoriale che i soldati alleati erano assai nervosi a causa di quel cannone di grosso calibro montato su un treno che chiamavano "Anzio Annie" e che sparava dai Castelli Romani. Ogni giorno, con la gran paura di essere colpiti, aspettavano il sibilo del proiettile che scoppiando con un fragoroso boato lasciava sul terreno un enorme cratere.
Rick Stokes ha raccolto le memorie di guerra del padre Bernie L. Stokes, classe 1914, artigliere della 45ª divisione "Thunderbirds", operante sul fronte di Anzio. Stokes racconta, a proposito del cannone "Anzio Annie", che se si sentiva il sibilo si era salvi perché il colpo era già passato oltre.
"... accanto a quella torre (nei pressi di Ciampino n.d.r.) - dopo lo sbarco di Anzio - del gennaio 1944 - veniva il famoso "cannonissimo" a lanciare i terribili colpi, che facevano tremare le case di Marino come se sparassero a due passi dal paese! Era montato su un treno e si rintanava sotto la galleria di Villa Senni. Sicché la zona della torre divenne pericolosissima, per la violenta azione di controbatteria degli aerei alleati..."

## Dati tecnici
- Calibro:  283 mm
- Lunghezza del pezzo:  21,539 m
- Rigatura 12 destrorse a sx
- Meccanismo di culatta:  a percussione
- Brandeggio:  2° su affusto
- Elevazione:  da 0 a +50°
- Peso in azione:  218.000 kg
- Intervallo di fuoco:  8 colpi/ora

### Caratteristiche del munizionamento
- Proiettili convenzionali da 255,5 kg; Velocità iniziale: 1128 m/s; Distanza massima: 62.180 m
- Proiettili assistiti da razzo da 248 kg; Velocità iniziale: 1130 m/s; Distanza massima: 151.000 m